# زمین‌لغزش

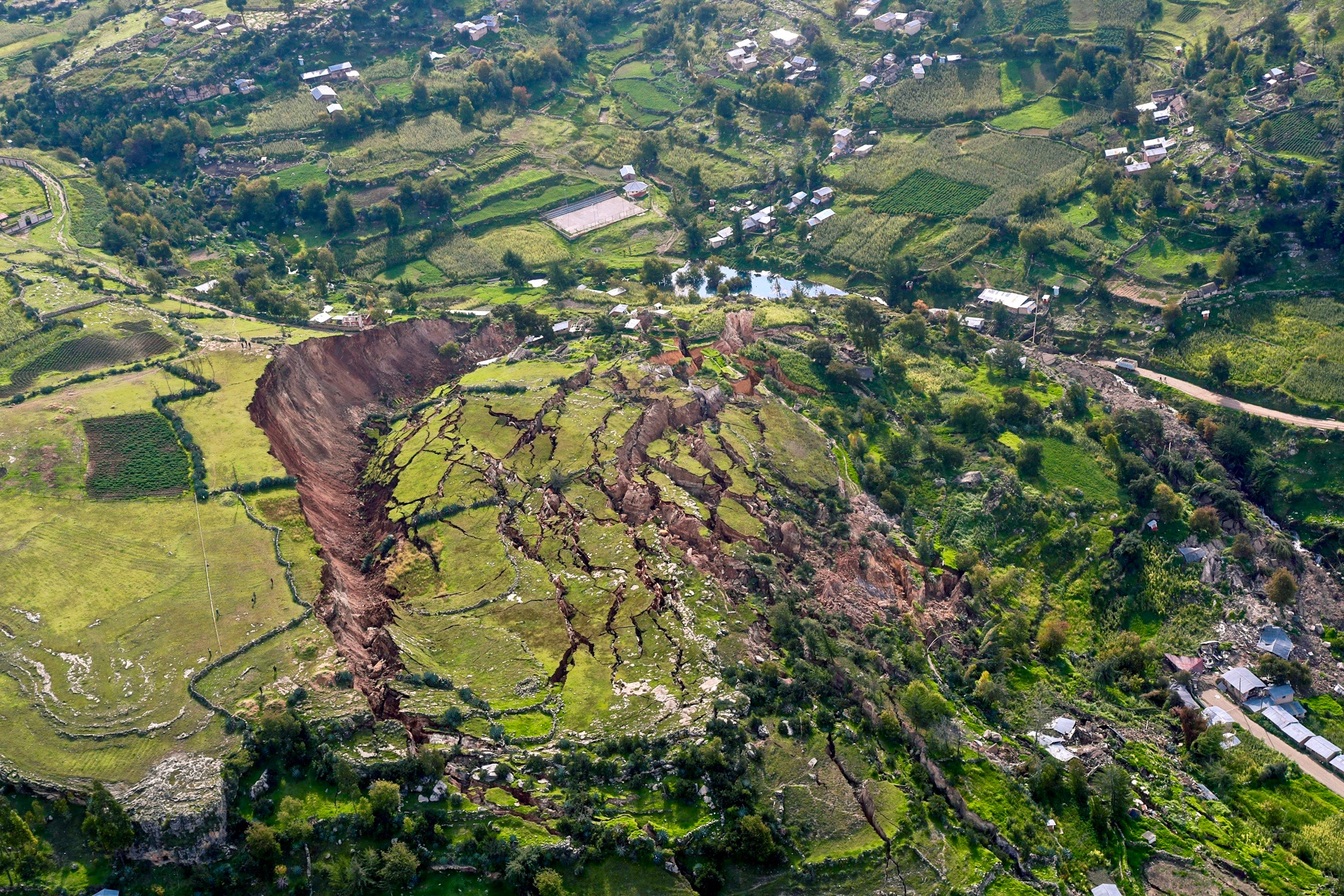
رانش زمین در نزدیکی کوسکو، پرو، در سال ۲۰۱۸

زمین‌لغزه یا زمین‌لغزش یا رانش زمین به حرکت لایه‌های رسوبی غیر متراکم و متراکمی بر روی سطح شیب‌دار که ناپایدار شده‌اند حال به دلایل متفاوت مانند زمین لرزه وقوع باران‌های شدید یا سستی خاک در اثر فرایند راه‌سازی و جاده‌سازی به سمت پایین را گویند. عامل حرکت توده رسوبی، نیروی جاذبه، زلزله، جاده‌سازی، باران شدید یا فشار منفذی سیالات، سبک‌سازی پایین دست توده و بسیاری عوامل دیگر است.
حرکت نزولی در لغزش زمین ممکن است بسیار کند رخ دهد (تنها چند میلی‌متر در سال) یا با سرعت بسیار بروز کند و تأثیرات مصیبت‌باری به جای بگذارد. رانش زمین حتی می‌تواند در بستر دریا و زیر آب رخ دهد و امواج جزر و مد به وجود آورد که باعث تخریب در مناطق ساحلی شود. این رانش‌ها را رانش زمین زیردریایی می‌گویند. رانش زمین ممکن است به علت زلزله، فعالیت آتشفشانی، تغییرات آب‌های زیرزمینی، به هم خوردن یا تغییر شیب زمین رخ دهد. اما مهم‌ترین عامل دخیل در رانش زمین را می‌توان باران‌های سیل‌آسا دانست.

## انواع زمین‌لغزش

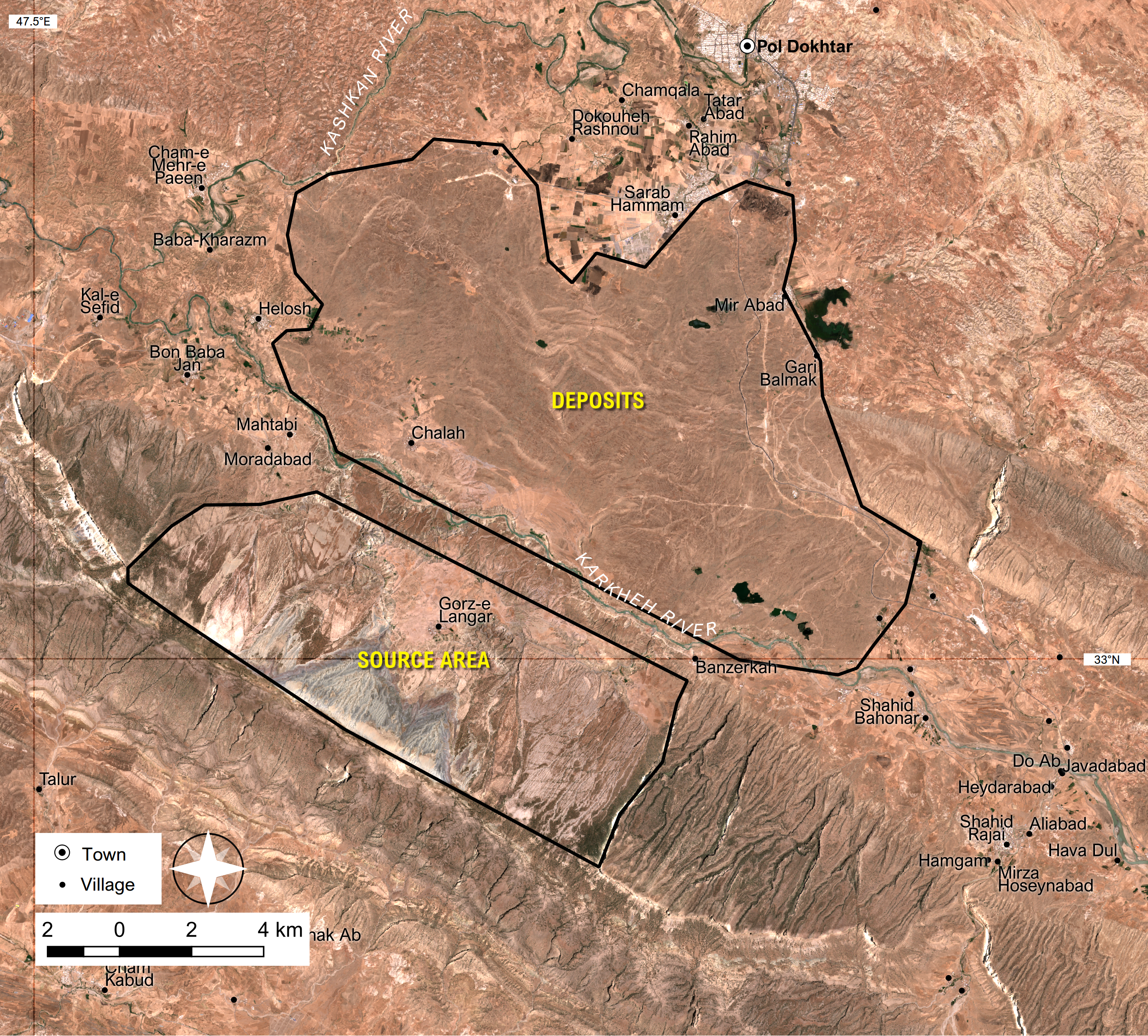
زمین لغزش سیمره مربوط به ۱۰ هزار سال پیش از میلاد

### لغزش انتقالی یا ساده
در لغزش انتقالی، توده‌ای از مواد به روی یک سطح کم و بیش سفت به سمت پایین دامنه می‌لغزند. شرایط زمین‌شناسی و در راس آن وجود ناپیوستگی‌های ساختی دارای جهت‌یابی مناسب، از جملهٔ عوامل ایجاد یک لغزش انتقالی است.

### لغزش دایره‌ای یا چرخشی
در این حالت گسیختگی در راستای سطوحی منحنی و قاشقی شکل، که حداکثر تنش برشی را تحمل می‌کنند، صورت می‌گیرد. برای ایجاد یک لغزش دایره‌ای معمولاً نیاز به شرایط زمین‌شناسی ویژه و گسستگی‌های ساختی نیست.

## عوامل مؤثر در لغزش زمین
1. باران‌های سیل‌آسا
2. زمین‌لرزه‌ها
3. فعالیت‌های راه‌سازی و جاده‌سازی
4. جنس خاک منطقه

اما مهم‌ترین عامل در وقوع رانش را می‌توان باران‌های سیل‌آسا دانست. از طرفی نبود پوشش گیاهی مناسب در محل وقوع رانش می‌تواند بر گستردگی و شدت آن بیفزاید.

## پراکندگی زمین‌لغزش در جهان

نقشه احتمال بروز رانش زمین را نشان می‌دهد.

از آنجایی که پیش‌بینی مناطق حادثه خیز باعث می‌گردد تا تلفات و خسارات به حداقل برسد امروزه با استفاده از فناوری سیستم اطلاعات جغرافیایی مناطق حادثه خیز را تا حدود زیادی مشخص کرده‌اند.

## زمین‌لغزش‌های مرگبار
در تاریخ ۱۲ اردیبهشت ۱۳۹۳، رانش عظیمی در منطقه بدخشان افغانستان واقع در نزدیکی مرز مشترک با پاکستان و چین روی داد در این رانش عظیم ۳۰۰ خانوار در زیر حجم بسیار عظیمی از گل و لای مدفون شدند، این رانش در دو مرحله روی داد. حوالی ساعت ۱۱ ظهر و در مرحله اول ۲۵۰ نفر از افرادی که برای شرکت در مراسم عروسی به آنجا آمده بودند گرفتار رانش عظیمی شدند. پس از گذشت یک ساعت رانش بزرگتری روی داد و اشخاصی که برای کمک رسانی از مناطق اطراف به آنجا آمده بودند، در زیر حجم عظیمی از گل و لای به ارتفاع ۵۰ متر مدفون شدند. در این حادثه بیش از ۲۵۰۰ نفر جان باختند. از این فاجعه به عنوان قبرستان عظیم یاد می‌شود.

## زمین‌لغزش بر روی سیارات دیگر

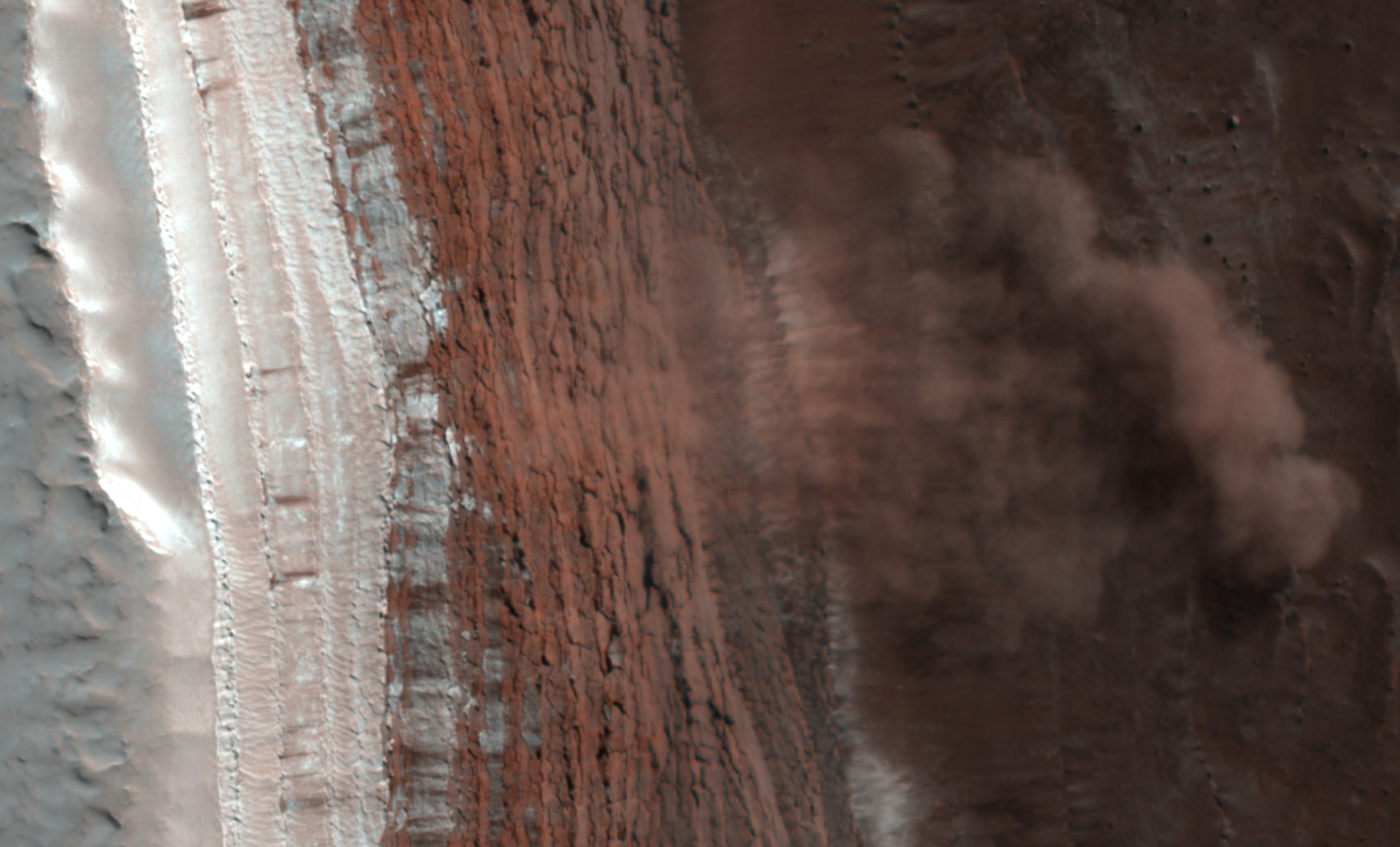
زمین لغزه بر روی سیارهٔ مریخ ۱۹ فوریه ۲۰۰۸

زمین لغزش‌ها در سیارات دیگر همانند مریخ نیز ثبت شده‌اند.